# I Am Just a Girl
«I Am Just a Girl» (с англ. — «Я всего лишь девушка») — песня шведского квартета «Björn & Benny, Agnetha & Frida» — будущей группы ABBA.
Композиция была написана Бьорном Ульвеусом и Бенни Андерссоном. Первая версия песни, с текстом на шведском языке, называлась «Jag är blott en man» (со швед. — «я всего лишь человек») и была впервые записана шведским актёром Ярлом Кулле 12 сентября 1972 года. Она послужила второй стороной для сингла «Ture Sventon», выпущенного Кулле в 1972 году.
Англоязычная версия, получившая название «I Am Just a Girl», была записана квартетом в начале 1973 года. Ведущий вокал принадлежит всем четырём участникам группы, а у Агнеты Фельтског также имеется сольная партия.
Песня была выпущена как вторая сторона сингла «Love Isn’t Easy», вышедшего в 1973 году на лейбле Polar, и австрийского релиза песни «Nina, Pretty Ballerina».
8 сентября 1973 года «I Am Just a Girl» вошла в шведский чарт Tio i topp. Задержавшись в хит-параде всего на неделю, песня тем не менее достигла 6-й позиции.
Бо́льшим успехом песня, равно как и другие ранние работы группы, пользовалась в Японии. 16 сентября 1973 года она была выпущена как сингл вместе с композицией «Ring Ring» в качестве второй стороны; и пусть релиз не попал в наиболее авторитетный хит-парад Oricon, в радиочарте «All Japan Pop 20» песня заняла 21-ю позицию, в «JOLF Pops Best 10» — 9-ю.
Также песня включена на первый студийный альбом группы, Ring Ring.